# 小行星6252
小行星6252（英語：6252 Montevideo）是一颗围绕太阳公转的小行星。1992年3月6日，UESAC在拉西拉天文台发现了此天体。
这颗小行星的绝对星等为216.17507等。